# Liste des espèces végétales protégées en Aquitaine
La liste des espèces protégées en Aquitaine est une liste officielle définie par le gouvernement français, recensant les espèces végétales qui sont protégées sur le territoire de la région Aquitaine, en complément de celles qui sont déjà protégées sur le territoire métropolitain. Elle a été publiée dans un arrêté du 8 mars 2002.

## Liste des espèces protégées en Aquitaine

### Algues marines
- Enteromorpha dangeardii Parriaud, Entéromorphe de Dangeard.
- Enteromorpha hendayensis Dangeard & Parriaud, Entéromorphe d'Hendaye
- Enteromorpha limosa Parriaud, Entéromorphe des bourbiers
- Enteromorpha sanctis joannis Dangeard, Entéromorphe de Saint-Jean
- Fucus arcassonensis (Sauv.) Parriaud, Fucus d'Arcachon
- Fucus chalonii J. Feld., Fucus de Chalon
- Fucus dichotomus Sauv., Fucus dichotome
- Lamprothamnium papulosum Groves., Lamprothamnium papuleux

### Bryophytes
- Marchesïnïa mackaii (Hook.) S. Gray., Marchesinie de Mackay
- Sphagnum angustifolium (C. Jens. ex Russ.) C. Jens. in Tolf., Sphaigne à feuilles étroites
- Sphagnum contortum K.F. Schultz., Sphaigne contournée
- Sphagnum fallax (Klinggr.) Klinggr., Sphaigne trompeuse
- Sphagnum Fimbriatum Wils., Sphaigne fimbriée
- Sphagnum girgensohnii Russ., Sphaigne de Girgensohn
- Sphagnum magellanicum Brid., Sphaigne de Magellan
- Sphagnum molle Sull., Sphaigne molle
- Sphagnum quinquefarium (Lindb. ex Brailhw.) Warnst., Sphaigne quinquéfariée
- Sphagnum russowii Warnst., Sphaigne de Russow
- Sphagnum teres (Schimp.) Angstr. in Hartm., Spaigne étroitement cylindrique
- Sphagnum warnstorfii Russ., Sphaigne de Warnstorf

### Ptéridophytes
- Anogramma leptophylla (L.) Link, Anogramme à frondes minces.
- Asplenium marinum L., Asplénium marin
- Asplenium obovatum subsp. lanceolatum P. Silva, Asplénium lancéolé
- Cheilanthes tinaei Tod., Cheilanthès de Tineo
- Dryopteris affinis subsp. cambrensis Fraser-Jenk., Dryoptéris écailleux sous-espèce du Pays de Galles
- Dryopteris remota (A. Braun) Hayek, Dryoptéris à pennes écartées
- Dryopteris submontana Fraser-Jenk., Dryoptéris submontagnard
- Lycopodium clavatum L., Lycopode en massue
- Ophioglossum lusitanicum L., Ophioglosse du Portugal
- Woodsia alpina (Bolton) Gray., Woodsia des Alpes

### Phanérogames gymnospermes
- Ephedra distachya L., Ephèdre à deux épis, raisin de mer

### Phanérogames angiospermes

#### Monocotylédones
- Agrostis capillaris  L. subsp. castellana (Boiss. & Reuter) O. Bolos & al., Agrostide de Castille
- Agrostis truncatula Pal. subsp. commista  Castroviejo & Charpin., Agrostide de Durieu
- Allium roseum L., Ail rosé
- Alopecurus aequalis Sobol., Vulpin fauve
- Aphyllanthes monspeliensis L., Aphyllanthe de Montpellier
- Asparagus officinalis L. subsp. prostratus (Dumort.) Corb., Asperge officinale sous-espèce prostrée
- Butomus umbellatus L., Butome en ombelle
- Carex depauperata Curtïs ex With., Laîche appauvrie
- Carex depressa Link., Laiche déprimée
- Carex diandra Schrank., Laiche à fleurs à deux étamines, laiche à tige arrondie
- Carex liparocarpos Gaudin, Laiche à utricules lustrés.
- Colchicum autumnale L., Colchique d'automne
- Crypsis alopecuroides (Piller & Mitlerp.) Schrader., Phléole faux vulpin
- Deschampsia setacea (Hudson) Hackel., Canche sétacée
- Epipactis microphylla (Ehrh.) Swartz., Epipactis à petites feuilles
- Epipactis palustris (L.) Crantz., Epipactis des marais
- Festuca lahonderei Kerguélen & Plonka., Fétuque de Lahondère
- Fritillaria meleagris L., Fritillaire pintade
- Gladiolus italicus Miller, Glaïeul d'Italie
- Goodyera repens  (L.)  R. Br., Goodyère rampante
- Helictotrichon cantabricum (Lag.) Gervais., Avoine cantabrique
- Hyacinthus orientalis L., Jacinthe d'Orient
- Juncus squarrosus L., Jonc rude
- Listera cordata (L.) R. Br., Listère à feuilles en cœur
- Muscari botryoides (L.) Miller subsp. motelayi (Fouc.) Kerguélen., Muscari botryoïde sous-espèce de Motelay
- Najas marina L., Naïade marine
- Najas minor All., Petite naïade
- Narthecium ossifragum (L.) Hudson, Narthécium ossifrage
- Neotinea maculata (Desf.) Stearn., Néotinée maculée
- Ophrys arachnitiformis Gren. & Philippe., Ophrys araignée
- Ophrys incubacea Bianca., Ophrys de petite taille
- Ophrys passionis Sennen ex.  J. & P. Devillers-Terschuren, Ophrys de la passion
- Ophrys vasconica   (O. & E. Danesch) P. Delforge., Ophrys du pays basque
- Pancratium maritimum L., Pancratium maritime, lis matthiole.
- Potamogeton coloratus Hornem., Potamot coloré
- Potamogeton friesii Rupr., Potamot de Fries
- Potamogeton obtusifolius Mert. & Koch., Potamot à feuilles obtuses
- Potamogeton trichoides Cham. & Sclecht., Potamot capillaire
- Romulea bulbocodium (L.) Sébastian! & Mauri., Romulée Bulbocodium
- Ruppia maritima L., Ruppia maritime
- Sagittaria sagittifolia L., Sagittaire à feuilles en flèche
- Scilla bifolia L., Scille à deux feuilles
- Scirpus sylvaticus L., Scille des bois
- Serapias cordigera L., Sérapias en cœur
- Streptopus amplexifolius (L.) DC., Streptope  à  feuilles embrassantes
- Triglochin bulbosum L. subsp. barrelieri (Loisel) Rouy., Troscart de Barrelier
- Triglochin palustre L., Troscart des marais
- Vallisneria spiralis L., Vallisnérie en spirale
- Zannichellia palustris L., Zannichellie des marais
- Zostera marina L., Zostère marine

#### Dicotylédones
- Aconitum variegatum L. subsp. pyrenaicum Vivant., Aconit  panaché sous-espèce des Pyrénées.
- Adenocarpus complicatus (L.) Gay., Adénocarpe à feuilles pliées
- Aetheorhiza bulbosa (L.) Cass., Aethéorhiza  bulbeuse, crépide bulbeuse
- Agrimonia procera Wallr., Aigremoine élevée
- Ajuga chamaepytis (L.) Schreber., Bugle petit-pin
- Amaranthus bouchonii Thell., Amarante de Bouchon.
- Anagallis minima  (L.) E.H.L. Krause., Mouron nain, centenille naine
- Anarrhinum bellidifolium Desf., Anarrhinum à feuilles de pâquerette
- Armeria arenaria (Pers.) Schultes, Arméria des sables
- Arnica montana L., Arnica des montagnes
- Arnoseris minima   ( L. ) Schweigger & Koene., Arnoséris minime.
- Artemisia maritima L., Armoise maritime
- Asperula capillacea (Lange) R. Vilm. ex Kerguélen, Aspérule capillaire
- Bartsia trixago L., Bartsie   trixago, bellardie trixago
- Blackstonia imperfoliata (L. fil.) Samp., Blackstonie non perfoliée
- Callitriche brutia Petagna., Callitriche pédonculé
- Campanula hispanica Willk., Campanule d'Espagne
- Campanula speciosa Pourrai., Campanule à belles fleurs
- Carlina corymbosa L., Carline en corymbe
- Centaurea collina L., Centaurée des collines
- Centaurea melitensis L., Centaurée de Malte
- Centaurium maritimum (L.) Fritsch., Petite centaurée maritime, érythrée maritime
- Centaurium spicatum (L.) Fritsch., Petite centaurée en épi, erythrée en épi
- Chamaecytisus hirsutus (L.) Link., Petit-cytise hérissé
- Clypeola jonthlaspi L., Clypéole jonthlaspi,
- Cicuta virosa L., Cicutaire  vénéneuse, ciguë aquatique
- Circaea alpina L., Circée des Alpes
- Cirsium carniolicum Scop. subsp. rufescens (Ramond ex DC), Cirse roussâtre
- Cirsium glabrum DC., Cirse glabre
- Consolida ajacis (L.) Schur., Dauphinelle  d'Ajax, pied-d'alouette d'Ajax
- Crépis suffreniana (DC) Lloyd., Crépide de Suffren
- Cytisus decumbens (Durande) Spach., Cytise rampant,
- Cytisus oromediterraneus Rivas-Maninez,  Diaz, Fernandez Prieto. Loidi & Penas., Cytise d'Europe, sarothamme purgatif
- Daphne gnidium L., Daphné gnidium, garou
- Dianthus geminiflorus Loisel., Œillet à deux fleurs.
- Dipsacus pilosus L., Cardère poilue
- Doronicum austriacum Jacq., Doronic d'Autriche
- Doronicum pardalianches L., Doronic pardalianche
- Echium asperrimum Lam., Vipérine très rude.
- Elatine triandra Schkuhr., Elatine à fleurs à trois étamines
- Erysimum cheiranthoides L, Erysimum fausse giroflée
- Euphorbia portlandica L., Euphorbe de Portland
- Euphorbia seguieriana Necker, Euphorbe de Séguier
- Galium boreale L., Gaillet boréal.
- Galium glaucum L., Gaillet glauque
- Genista florida L., Genêt floribond
- Genista scorpius (L.) DC., Genêt scorpion
- Gentianella tenella (Rottb.) Borner, Gentiane délicate
- Globularia gracilis Rouy & J. Richter, Globulaire grêle
- Halimium umbellatum (L.) Spach., Halimium en ombelle.
- Hieracium fourcadei De Retz, Épervière de Fourcade
- Honckenya peploides (L.) Ehrh., Honckénya faux pourpier
- Hottonia palustris L., Hottonie des marais
- Hypericum gentianoides (L.) B.S.P., Millepertuis fausse gentiane
- Hypericum linariifolium Vahl., Millepertuis à feuilles linéaires
- Hypericum montanum L., Millepertuis des montagnes
- Iberis amara L., Ibéris amer.
- Iberis bernardiana Godron & Gren., Ibéris de Bernard
- Iberis carnosa Willd., Ibéris charnu
- Jasminum fruticans L., Jasmin arbrisseau
- Lactuca perennis L., Laitue vivace
- Lathraea squamaria L., Lathrée écailleuse
- Lathyrus palustris L., Gesse des marais
- Lathyrus pannonicus (Jacq.) Garcke subsp. asphodeloides (Gouan) Bâssler., Gesse faux asphodèle
- Leucanthemum maximum (Ramond) DC., Grande marguerite
- Leuzea conifera (L.) DC., Leuzée à conifère
- Linaria arenaria DC., Linaire des sables
- Linaria pelisseriana (L.) Miller., Linaire de Pélissier
- Linaria spartea (L.) Wild., Linaire effilée
- Linum austriacum L. subsp. collinum (Boiss.) Nyman., Lin des collines
- Lotus angustissimus L., Lotier très étroit
- Lotus maritimus L., Lotier maritime
- Lunaria rediviva L., Lunaire vivace
- Medicago marina L., Luzerne marine
- Noccaea arenaria (Duby) F.K. Meyer, Tabouret des sables
- Noccaea caerulescens (J. & C. Presl) F.K. Meyer, Tabouret bleuâtre
- Noccaea montana (L.) F.K. Meyer., Tabouret des montagnes
- Nymphoides peltata (S .G. Gmelin) O. Kuntze., Nymphoïdès pelté, petit nénuphar
- Oenanthe aquatica (L.) Poiret., Œnanthe aquatique
- Oenanthe silaifolia M. Bieb., Œnanthe à feuilles de silaüs
- Orobanche laserpitii-sileris Reuter ex Jordan, Orobanche du laser siler
- Osyris alba L., Osyris blanc
- Otanthus maritimus (L.) Hoffmanns & Link., Otanthus maritime, Diotis blanc
- Pallenis spinosa (L.) Cass., Pallénis épineux
- Peucedanum officinale L., Peucédan officinal
- Plantago sempervirens Crantz., Plantain toujours vert
- Potentilla neglecta Baumg., Potentille négligée
- Potentilla palustris (L.) Scop., Potentille des marais, comaret des marais
- Pulsatilla vulgaris Miller, Pulsatille vulgaire
- Ranunculus auricomus L., Renoncule tête-d'or
- Ranunculus baudotii Godron, Renoncule de Baudot
- Ranunculus omiophyllus Ten., Renoncule à feuilles semblables
- Ranunculus paludosus Poiret., Renoncule des marais, Renoncule en éventail
- Ribes rubrum L., Groseillier rouge
- Rubus koehleri Weihe subsp. polyoplon Boulay & Motelay, Ronce de Koehler sous-espèce polyoplon
- Rumex aquitanicus Rech. fil., Rumex d'Aquitaine
- Salicomia oliveri Moss., Salicorne d'Oliver
- Saussurea alpina (L.) DC., Saussurée des Alpes
- Saxifraga cuneata Willd., Saxifrage en coin
- Scorpiurus muricatus L., Scorpiure muriqué
- Scorzonera laciniata L., Scorzonère en lanières
- Sedum sediforme (Jacq.) Pau., Orpin à port d'orpin
- Senecio lividus L., Séneçon livide
- Silene conica L., Silène conique
- Silene laeta (Aiton) Godron., Silène gai
- Silene portensis L., Silène de Porto
- Sixalix atropurpurea (L.) Greuter & Burdet, Scabieuse pourpre foncé
- Spergularia heldreichii Fouc., Spergulaire de Heldreich
- Spiraea hispanica Onega., Spirée d'Espagne
- Stemmacantha centauroides (L.) Dittr., Stemmacanthe fausse-centaurée
- Teucrium scordium L., Germandrée scordium
- Thalictrum flavum L., Pigamon jaune
- Tozzia alpina L., Tozzie des Alpes
- Trapa natans L., Macre nageante, châtaigne d'eau
- Trifolium strictum L., Trèfle raide
- Trifolium ornithopodioides Oeder « L. », Trèfle faux pied-d'oiseau
- Trifolium squarrosum L., Trèfle écailleux
- Utricularia australis R. Br., Utriculaire australe, Utriculaire négligée
- Valeriana officinalis L. subsp. hispidula (Boiss.) Nyman., Valériane officinale, sous-espèce un peu hérissée
- Viola kitaibeliana Schultes., Pensée de Kitaibel
- Xeranthemum inapertum (L.) Moench., Xéranthème fermé

## Liste des espèces protégées en Dordogne

### Lichens
- Lobaria pulmonaria (L.) Hoffm., Lichen pulmonaire.

### Ptéridophytes
- Asplenium septentrionale  (L.) Hoffm., Asplénium septentrional
- Cystopteris fragilis (L.) Bernh., Cystoptéris fragile.
- Gymnocarpium robertianum (Hoffm.) Newman., Gymnocarpium herbe-à-Robert.
- Oreopteris limbosperma (Bell. ex All.) Holub., Oréopteris à sores marginaux.

### Phanérogames angiospermes

#### Monotylédones
- Carex digitata L., Laiche digitée.
- Carex humilis Leysser., Laiche humble.
- Cephalanthera damasonium (Miller) Druce., Céphalanthère à grandes fleurs.
- Eriophorum angustifolium Honckeny., Linaigrette à feuilles étroites.
- Gymnadenia odoratissima (L.) L.C.M. Richard., Gymnadénie odorante.
- Hyacinthoides non-scripta (L.) Chouard ex Rothm., Fausse jacinthe à feuilles non marquées, Endymion penché.
- Lilium martagon L., Lis martagon.
- Neottia nidus-avis (L.) L.C.M. Richard., Néottie nid-d'oiseau.
- Ophrys apifera Hudson subsp. botteronii (Chodat) Naegeli., Ophrys abeille sous-espèce de Botteron.
- Orchis palustris Jacq., Orchis des marais.
- Orchis simia Lam., Orchis singe.
- Paris quadrifolia L., Parisette à quatre feuilles.
- Scilla lilio-hyacinthus L., Scille lis-jacinthe.

#### Dicotylédones
- Amelanchier ovalis Medik., Amelanchier ovale.
- Arabis alpina L., Arabette des Alpes.
- Astragalus monspessulanus L., Astragale de Montpellier.
- Campanula persicifolia L., Campanule à feuilles de pêcher.
- Cardamine heptaphylla (Vill.) O.E. Schulz., Cardamine à sept folioles.
- Cistus salviifolius L., Ciste à feuilles de sauge.
- Euphorbia hyberna L., Euphorbe d'Irlande.
- Gentiana pneumonanthe L., Gentiane pneumonanthe.
- Helianthemum oelandicum (L.) DC. subsp. incanum (Willk.) López-González., Hélianthème blanchâtre.
- Hippocrepis emerus (L.) P. Larsen., Coronille émérus.
- Isopyrum thalictroides L., Isopyre faux pigamon.
- Parnassia palustris L., Parnassie des marais.
- Phillyrea latifolia L., Filaria à larges feuilles.
- Sempervivum arachnoideum L., Joubarbe aranéeuse.
- Vaccinium myrtillus L., Myrtille.
- Valeriana tripteris L., Valériane triséquée.

## Liste des espèces protégées en Gironde

### Ptéridophytes
- Adiantum capillus-veneris L., Adiantum cheveu-de-vénus.
- Polystichum aculeatum (L.) Roth., Polystic à aiguillons.

### Phanérogames angiospermes

#### Monotylédones
- Carex digitata L., Laiche digitée.
- Convallaria majalis L., Muguet de mai.
- Epipactis helleborine (L.) Crantz., Epipactis helléborine.
- Glyceria maxima (Hartman) Holmberg., Grande glycérie.
- Hyacinthoides non-scripta (L.) Chouard ex Rothm., Fausse jacinthe à feuilles non marquées, endymion penché.
- Neottia nidus-avis (L.) L.C.M. Richard., Néottie nid-d'oiseau.
- Orchis laxiflora Lam., Orchis à fleurs lâches.
- Orchis militaris L., Orchis militaire.

#### Dicotylédones
- Anemone ranunculoides L., Anémone fausse renoncule.
- Arabis turrita L., Arabette tourette.
- Carduncellus mitissimus (L.) DC., Cardoncelle molle.
- Corydalis solida (L.) Clairv., Corydale à tubercule plein.
- Fumana procumbens (Dunal) Gren. & Godron., Fumana couché.
- Gentiana pneumonanthe L., Gentiane pneumonanthe.
- Hippocrepis emerus (L.) P. Lassen., Coronille émérus.
- Isopyrum thalictroides L., Isopyre faux-pigamon.
- Lamium hybridum Vill., Lamier hybride.
- Parnassia palustris L., Parnassie des marais.
- Phillyrea angustifolia L., Filaria à feuilles étroites.
- Ruta graveolens L., Rue fétide.
- Senecio erraticus Bertol., Séneçon erratique.
- Staehelina dubia L., Stéhéline douteuse.
- Thesium humifusum DC., Thésium couché.
- Viola palustris L., Violette des marais.

## Liste des espèces protégées dans les Landes

### Ptéridophytes
- Adiantum capillus-veneris L., Adiantum cheveu-de-vénus.
- Polystichum aculeatum (L.) Roth., Polystic à aiguillons.

### Phanérogames angiospermes

#### Monotylédones
- Carex tomentosa L., Laiche tomenteuse.
- Erythronium dens-canis L., Erythrone dent-de-chien.
- Scilla lilio-hyacinthus L., Scille lis-jacinthe.

#### Dicotylédones
- Arabis alpina L., Arabette des Alpes.
- Crithmum maritimum L., Crithmum maritime.
- Parnassia palustris L., Parnassie des marais.

## Liste des espèces protégées en Lot-et-Garonne

### Ptéridophytes
- Asplenium septentrionale (L.) Hoffm., Asplénium septentrional.
- Ophioglossum vulgatum L., Ophioglosse vulgaire.
- Polystichum aculeatum (L.) Roth., Polystic à aiguillons.

### Phanérogames angiospermes

#### Monotylédones
- Asparagus acutifolius L., Asperge à feuilles aiguës.
- Cephalanthera rubra (L.) L.C.M. Richard., Céphalanthère rouge.
- Convallaria majalis L., Muguet de mai.
- Hyacinthoides non-scripta (L.) Chouard ex Rothm., Fausse jacinthe à feuilles non marquées, endymion penché.
- Ophrys lutea Cav., Ophrys jaune.

#### Dicotylédones
- Catananche caerulea L., Cupidone bleue.
- Coronilla scorpioides (L.) Koch., Coronille faux scorpion.
- Pistacia terebinthus L., Pistachier térébinthe.
- Ruta graveolens L., Rue fétide.

## Espèces protégées dans les Pyrénées-Atlantiques

### Monocotylédones
- Carex tomentosa L., Laiche tomenteuse.
- Galanthus nivalis L., Galanthe des neiges, perce-neige.
- Polypogon monspeliensis (L.) Desf., Polypogon de Montpellier.
- Rhynchospora fusca (L.) Aiton fil., Rhynchospora brun-rougeâtre.

### Dicotylédones
- Aster tripolium L., Aster tripolium.
- Centranthus lecoqii Jordan., Centranthe de Lecoq.
- Daphne cneorum L., Daphné camélée.
- Eryngium maritimum L.,Panicaut maritime.
- Frankenia laevis L., Frankénie lisse.
- Glaux maritima L., Glaux maritime.
- Linum strictum L., Lin raide.
- Linum viscosum L., Lin visqueux.
- Securigera varia (L.) P. Lassen., Sécurigéra bigarrée, coronille bigarrée.
- Silene uniflora Roth subsp. thorei (Dufour) J. Jalas, Silène de Thore.
- Solidago virgaurea L. subsp. macrorhiza (Lange) Nyman., Solidage verge d'or à gros rhizome.
- Staehelina dubia L., Stéhéline douteuse.
- Valerianella muricata (Steven ex M. Bieb.) J.W. Loudon, Valerianelle muriquée.